# Paolo Animuccia
Paolo Animuccia (mort, 1563) fou un compositor de música italià del segle xvi.
No és clar si era germà de Giovanni Animuccia. Però el seu contemporani, l'arquitecte Pasquale Poccianti (1774-1858), en parlar de Paolo com Animuccia, laudatissimi Joannis frater (Animuccia, lloat germà de Giovanni).
Fou mestre de capella de Sant Joan del Laterà i va escriure nombrosos motets i madrigals que figuren en les col·leccions del seu temps, principalment en la de Gardano (1559). Ambdós germans figuren avantatjada ment entre els predecessors de Palestrina.